# Northampton
Northampton je město ve střední Anglii, v okrese Northamptonshire v regionu East Midlands. Leží na řece Nene, asi sto kilometrů na sever od Londýna a 80 kilometrů jihovýchodně od Birminghamu. V roce 2011 mělo 212 500 obyvatel.

## Historie
První písemná zmínka o městě pochází z roku 914 (pod názvem Ham tune). Ve středověku bylo důležitým hrazeným městem se čtyřmi branami, na zdejším hradě občas pobýval král a pravidelně zde zasedal anglický parlament. Byl zde také vězněn Thomas Becket. První univerzitu založil král Jindřich III. roku 1261. V letech 1264 a 1460 se ve městě odehrály významné bitvy. Bylo ovšem poničeno zejména během anglické občanské války (Northampton se postavil na stranu parlamentu proti králi, který pak nařídil zbořit hrad i městské hradby) a pak během velkého požáru roku 1675. Z bezvýznamnosti povstalo až na počátku průmyslové revoluce, kdy se stalo centrem obuvnictví a kožedělnictví. Původní slavný hrad se nedochoval, jako silně poničený ustoupil na počátku Novověku železnici. Nejstarší stavbou ve městě a největší pamětihodností je tak Holy Sepulchre, normanská rotunda z roku 1100. Jde o největší a nejzachovalejší rotundu v Anglii. Z kdysi slavných clunyjských opatství St Andrew a Delapré zbyly jen dvě budovy.
V roce 1999 byla založena vysokoškolská kolej, od roku 2005 University of Northampton.
Ve městě sídlí prvoligový ragbyový klub Northampton Saints.

## Významní rodáci
- Francis Crick (1916–2004), fyzik a biolog, nositel Nobelovy ceny
- Robert Adams (1917–1984), sochař
- Will Alsop (1947–2018), architekt
- Alan Moore (* 1953), komiksový scenárista
- Peter Murphy (* 1957), zpěvák a hudebník
- Marc Warren (* 1967), herec
- Shaun Murphy (* 1982), hráč snookeru
- Matt Smith (* 1982), herec
- Sophie Turner (* 1996), herečka
- Alan Walker (* 1997), DJ
- Tyron Kaymone Frampton (* 1994), zpěvák a hudebník